# 欧阳颀
欧阳颀（1955年4月—），男，安徽天长人，生于江苏南京，中国物理学家，北京大学教授，北京大学前沿交叉学科研究院理论生物学中心副主任，中国科学院院士。中华人民共和国教育部首批长江学者特聘教授。

## 生平
1982年毕业于清华大学物理化学与分析化学本科，1989年于法国波尔多第一大学获博士学位。2013年当选为中国科学院院士。